# Lasiosina intermedia
Lasiosina intermedia är en tvåvingeart som beskrevs av Dely-draskovits 1977. Lasiosina intermedia ingår i släktet Lasiosina och familjen fritflugor. Arten är reproducerande i Sverige. Inga underarter finns listade i Catalogue of Life.